# 샘 레빈슨
샘 레빈슨(Sam Levinson, 1985년 1월 8일 ~ )은 미국의 배우, 영화 감독이다. HBO 드라마 《유포리아》의 기획자 겸 감독으로 대대적으로 이름을 알렸다.

## 작품 목록

### 영화
- 맬컴과 마리 (2021) - 연출, 각본, 제작
- 딥 워터 (2020년)
- 어쌔신 걸스 (2018년) - 연출, 각본
- 어나더 해피 데이 (2011년) - 연출, 각본
- 오퍼레이션 엔드게임 (2010년) - 각본
- 스토익 (2009년)
- 할리우드 폭로전 (2008년)
- 토이즈 (1992년)

### 텔레비전
- 유포리아 (2019-현재) - 기획, 연출, 각본, 제작총괄
- 디 아이돌 (2022) - 기획, 연출, 제작총괄